# Marduk Fluctus
Pour les articles homonymes, voir Marduk et Fluctus.
Marduk Fluctus est une formation volcanique sur Io, satellite de Jupiter. Il s'agit d'un volcan actif, caractérisé par environ 3 600 km2 de coulées de lave silicatée. Il est nommé d'après Marduk, le plus grand des dieux babyloniens.

## Éruption strombolienne
Entre 1996 et 2001, l'instrument NIMS de la sonde Galileo réalise 44 observations de Marduk Fluctus avec une grande diversité de résolutions spatiales et spectrales. Cinq observations nocturnes le 19 décembre 1996 (dont trois séparées d'une minute) montrent une augmentation d'un ordre de grandeur (par rapport à l'observation précédente obtenue quelques heures plus tôt) du rayonnement spectral (corrigé de l'angle d'émission), suivie d'un retour au niveau de fond une minute plus tard. Le spectre NIMS montre un déplacement du pic d'émission thermique vers de courtes longueurs d'onde, caractéristique de l'exposition d'une grande surface de lave incandescente. L'augmentation et la diminution rapides de l'activité suggèrent un processus physique tout aussi rapide, le plus probable étant une grande explosion strombolienne générant de petits pyroclastes qui se refroidissent rapidement.